# ハスダイ・クレスカス

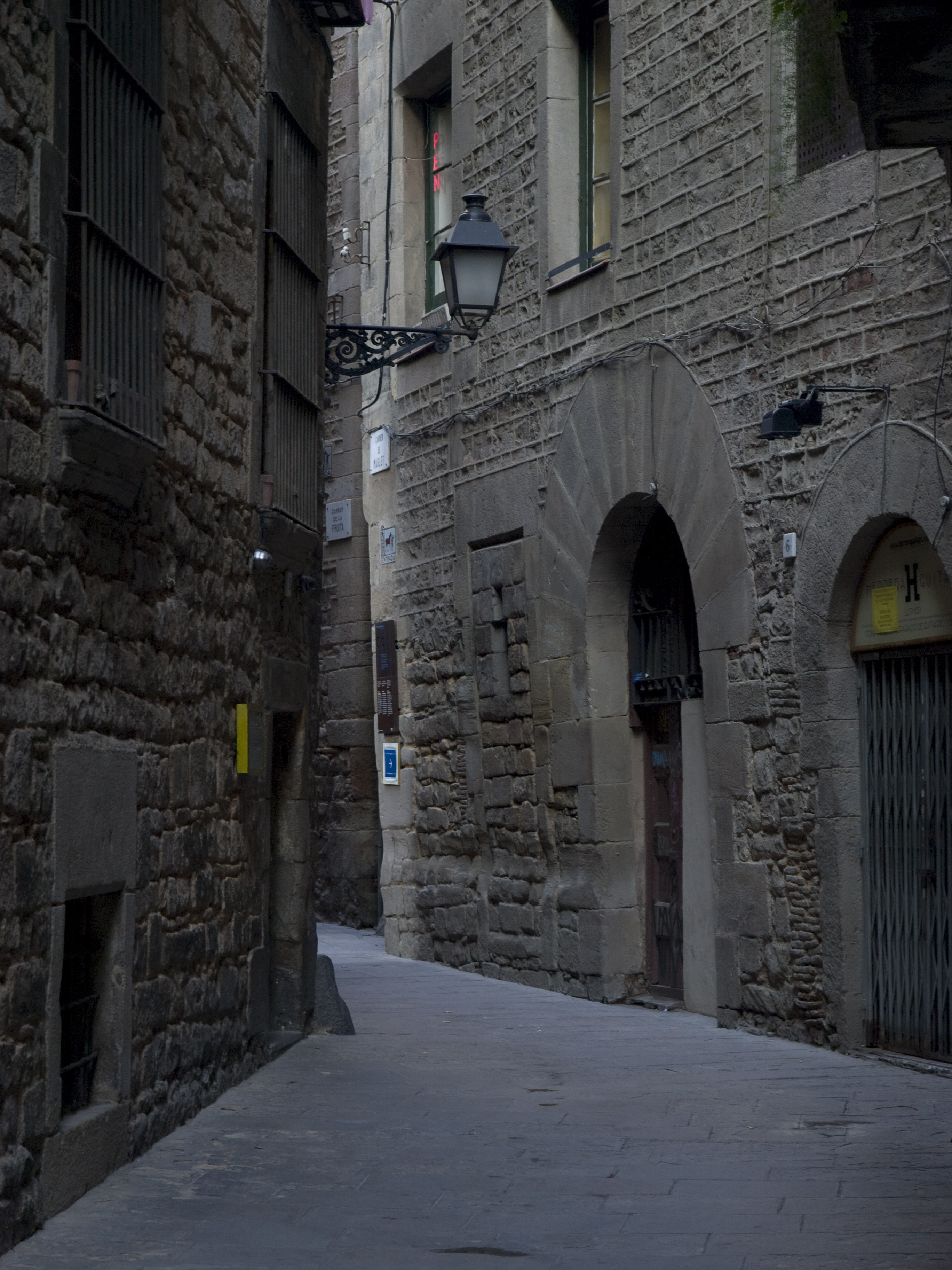
クレスカスが生まれたバルセロナのユダヤ人横丁。左の建物がシナゴーグ。

ハスダイ・クレスカス（ヘブライ語: חסדאי קרשקש, Ḥasdai Crescas, 1340年頃 - 1410年頃）は、14世紀のバルセロナに生まれたセファルディム系ユダヤ人の哲学者。主著は死の年に書かれた『主の光』。当時のアラゴン王国在住のユダヤ人コミュニティの中で指導的立場にあり、ユダヤ法学者としての一面もある。キリスト教カトリックからのユダヤ教批判に対し哲学的論駁を行った。他方でマイモニデス及びその思想の後継者たちのアリストテレス主義に対して哲学的批判を行った。井筒 (1988)によると、マイモニデスの没後13世紀後半から、ユダヤ思想史の中心は哲学から、南仏プロヴァンス地方に興ったユダヤ神秘主義（カバラ）へと移っていくが、そうした流れの中でクレスカスは、中世ユダヤ哲学史の最後を飾る哲学者として理解される。クレスカスの著作は、17世紀のスピノザに影響を与えた:194。

## 生涯
ハスダイ・ベン・アブラハム・ベン・ハスダイ・ベン・ユダ・ベン・ハスダイ・クレスカス（Hasdaï ben Abraham ben Hasdaï ben Juda ben Hasdaï Crescas）は、バルセロナで名の知られた教養ある商人の家に生まれた。タルムード学者のジローナのニシム（RaN）に学んだ。同門にイツハーク・ベン・シェシェト（RIBaSH）がおり、クレスカスのよき相談者、友人になった。クレスカスの弟子としては、ヨセフ・アルボ、サラゴサのマッタティアス（He-Ḥaluẓ）、ジローナのゼラヒア・ハレヴィといった学者がいる。15世紀のピコ・デラ・ミランドラ、17世紀のスピノザへも著作を通して著しい影響を与えた:194。
1389年にクレスカスはバルセロナからサラゴサに居を移した。

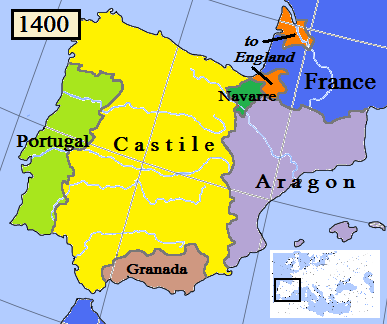
1400年ごろのイベリア半島

Jewish Encyclopedia (1906) によると、クレスカスは正式なラビの職に就いたことがないとされているが、井筒 (1988) 等によるとクレスカスは「サラゴサのラビ主長」であったとされる:194。クレスカスは1401年に、ナバラ王カルロス3世の求めに応じて、ナバラのラビ主長、ヨセフ・オラブエナ（Juze (Joseph) Orabuena）のもとを訪問した。ナバラ王国の年代記は、カルロス3世から「サラゴサのラビ」なる人物に対してナバラ諸市訪問の旅費が支払われたことを伝えている。
クレスカスは経済的に余裕があったと推定される。その根拠としては、1393年にアラゴン王フアン1世の指名によりクレスカスがおじのビタリス・アズダイ（Vitalis Azday）の唯一人の遺言執行人とされたことが挙げられる。しかしながら、14世紀後半のイベリア半島はユダヤ人にとって迫害の時代であった。クレスカスもこの時代の多くのユダヤ人も経験したような塗炭の苦しみを味わうことになった。1378年にクレスカスは誣告により獄に繋がれた。また、単にユダヤ人であるという理由のみによって繰り返し中傷を受けた。1391年の大迫害（6月のセビージャにおける反ユダヤ暴動に端を発した迫害事件）の際には息子を亡くしたようである:194。シュロモ・ベン・ヴェルガの『ユダヤの宝杖』（Shevet Yehuda）の付録に引用されているクレスカスの 『アヴィニョンの会衆への手紙』によると、息子は信仰を守って殉教したようである:194。
にもかかわらず、数々の試練はクレスカスの天分も信仰も奪い取ってはいなかった。なぜならクレスカスの主要著作はこの時期以後になってはじめて書かれたものであるからである。クレスカスの生涯においてその他の目立った出来事といえば、キスネロスの偽メシアとの出会いがある。短期間ではあるが、クレスカスは偽メシアを支持した。

## 著作
ユダヤ法（ハラーハー）に関するクレスカスの著作は伝存していない。もしもそれが一まとめの著作として、かつて存在していたのであれば、それは『ミシュネー・トーラー』への注釈である。その代わり、以下のような著作が知られている。
- 『主の光（英語版）』は、律法の本質と聖書やタルムードの思想へ考察を通して教条主義的なユダヤ主義への反論を行ったものである。クレスカスは、ユダヤ教の信仰教条を策定することによって、中世アリストテレス主義、その注解者（ユダヤ教徒、イスラーム教徒を問わない）、タルムードやミドラーシュを決定する権限のあるラビ層、さらにはユダヤ教の異端の世界とユダヤ教徒の間に一線を引いた。クレスカスは、マイモニデス及び伝統的な四元素論を完全に拒絶する世界観を持つユダヤ人思想家たちの思想への批判を行い、16世紀科学革命の先駆者となった。Harry Austryn Wolfson (“Crescas’ Critique of Aristotle” Cambridge, Harvard University Press, 1929) は本書に関する研究書。初のフランス語訳は2010年に E. Smilevitch: "La Lumière de l’Éternel" Hasdaï Crescas, Hermann, Ruben Editions, 2010. が出た。
- 『キリスト教の信仰教条への反駁』はカスティーリャ王国のグランデ貴族の求めに応じて、1398年にカタルーニャ語で書かれた。原文は失われ、ヨセフ・ベン・シェム＝トヴ（英語版）によるヘブライ語への翻訳（1451年）しか残っていない。明らかに論争の果てに書かれた著作であるはずであるが、護教論については軽く触れるのみである。クレスカスの意図するところはユダヤ人が祖法に忠実であることの理由を明らかにするところにある。
- Le sermon pascal は宗教哲学やハラーハーについて言及した著作である。
- 『アヴィニョンの会衆への手紙』：シュロモ・ベン・ヴェルガ（英語版）の『ユダヤの宝杖（英語版）』（Shevet Yehuda）の付録に引用されている[4]:194。

## 発展資料
- Harry Austryn Wolfson, Crescas' Critique of Aristotle. Cambridge, Harvard University Press, 1929.
- Warren Zev Harvey, Physics and Metaphysics in Hasdai Crescas,  Amsterdam Studies in Jewish Thought, J.C. Gieben, Amsterdam, 1998.
- Warren Zev Harvey, Great Spirit and Creativity within the Jewish Nation: Rabbi Hasdai Crescas(Hebrew), Mercaz, Zalman Shazar, Jerusalem 2010.
- Marc TOBIASS, Maurice IFERGAN, Hasdaï CRESCAS, un philosophe Juif dans l'Espagne médiévale, Éditions du CERF 2007, ISBN 978-2-204-05111-8